# GPTs
GPTs（ジーピーティーズ）とは、ChatGPTのユーザーが作ることができる特定用途に特化したカスタマイズAIである。OpenAIのCEOサム・アルトマンによって2023年11月6日、同社初となるデベロッパーカンファレンス「DevDay」にて発表された。GPTsはChatGPTのサブスクリプションに加入しているユーザーであれば作成可能であり、ChatGPT上に存在するGPT Storeを通じて公開、利用する事が出来る。